# Lipeck
Lipeck (ruski: Ли́пецк) je grad u Središnjem saveznom okrugu u Rusiji. Upravno je središte Lipecke oblasti. 

## Zemljopisni smještaj
Nalazi se na obalama rijeke Voronjež, koji je u slivu rijeke Don, 508 km jugoistočno od Moskve, na 52°37' sjeverne zemljopisne širine i 39°37' istočne zemljopisne dužine.

## Stanovništvo
Broj stanovnika:
- 1926.: 21.000
- 1939.: 67.000
- 1959.:157.000
- 1970.:289.000
- 1973.:327.000
- 2002.:506.114

## Povijest
Lipeck se prvi put spominje u kronikama iz 13. stoljeća. 

1284., razaraju ga Mongoli. 

1702. Petar Veliki je naredio izgradnju željezara u Lipecku blizu ležišta željezne rude. u svrhu izrade topničkih granata. 

1796. je Lipeck postao jedan od glavnijih gradova Tambovske gubernije. 

1879. je Lipeck bio domaćinom kongresa članova "Zemlje i volje". 
U studenome 1917., sovjeti su preuzeli nadzor nad gradom.

## Gospodarstvo
Glavne industrije u Lipecku su crna metalurgija, strojogradnja, kovinoprerada, proizvodnja oruđa, kemijska industrija, prehrambena industrija i proizvodnja odjeće.
Lipeck je i jedan od najstarijih gradova s blatnim kupkama i balneoloških odmarališta u Rusiji. Prvo je otvoreno 1805.). Ljekovito blato i mineralne vode iz lokalnih izvora se koriste za liječenje bolesnika. Voda s natrijevim sulfatom i kloridom se koristi za terapeutske kupke i piće.

## Vanjske poveznice
- http://www.lipetsk.ru/news.html?news=les2004  Arhivirana inačica izvorne stranice od 30. listopada 2005. (Wayback Machine)
- http://home.lipetsk.ru/~roerich/  Arhivirana inačica izvorne stranice od 3. travnja 2005. (Wayback Machine)
- http://gorod.lipetsk.ru  Arhivirana inačica izvorne stranice od 1. travnja 2022. (Wayback Machine)
- http://www.vlipetske.ru